# 松方巌
松方 巌（まつかた いわお、旧字体：松󠄁方 巖、1862年5月4日（文久2年4月6日）- 1942年（昭和17年）8月9日）は、日本の実業家、政治家、華族。貴族院公爵議員、十五銀行頭取。

## 経歴
薩摩国鹿児島郡鹿児島城下で薩摩藩士・松方正義の長男として生まれる。父の死去に伴い1924年（大正13年）9月1日、公爵を襲爵し、貴族院公爵議員に就任した。
1883年（明治16年）、ドイツ帝国に留学し、ライプツィヒ大学等で学んだ。帰国後の1886年（明治19年）、交際官試補となるが実業界へ転身。十五銀行副頭取、同頭取、東京銀行集会所副会頭、東京商業会議所特別議員、泰昌銀行頭取、横浜正金銀行取締役、帝国倉庫運輸取締役などを務めた。
1927年（昭和2年）4月、昭和金融恐慌で十五銀行が事実上経営破綻、その責任を感じて資産490万円を提供したほか、三田の本邸、那須の農場、熱海の別荘、多数の骨董など私財の大半を放出の上、同年11月29日に宮内省に対し爵位返上を申し入れた。同年12月6日、貴族院公爵議員を辞職して爵位を返上し、一切の公職から退いた。墓所は青山霊園。
1942年（昭和17年）死去。家督は松方正義十五男の三郎が養嗣子となり継いだ。

## 栄典
- 1884年（明治17年）10月3日 - 従五位[11]
- 1891年（明治24年）6月16日 - 正五位[12]
- 1898年（明治31年）6月20日 - 従四位[13]
- 1916年（大正5年）1月4日 - 勲四等旭日小綬章[14]
- 1920年（大正9年）1月28日 - 銀杯一個[15]
- 1923年（大正12年）12月28日 - 金杯一個[16]

## 親族
- 父：松方正義
- 母：松方満佐子（薩摩藩士・川上左太夫長女）[1]
- 弟：松方幸次郎（実業家）[1]
- 妻：松方保子（やすこ、長與專齋長女）[1]
  - 長女：竹子（黒木三次夫人）[1]
  - 養子：松方勝彦（幸次郎四男）（1904[17]-1936[18]）
  - 養子：松方三郎（末弟、登山家、実業家）[1]